# مصرف الوركاء
 مصرف الوركاء للاستثمار والتمويل  هو مصرف تجاري عراقي، مقره في بغداد.
يمتلك البنك 120 فرعا في بغداد وجميع المحافظات العراقية.

## وصلات خارجية
- الموقع الرسمي